# Manolo Blasco
Manolo Blasco en spansk astronom.
Minor Planet Center listar honom som M. Blasco och som upptäckare av 5 asteroider.

## Lista över upptäckta mindre planeter och asteroider
| 9900 Llull                                   | 13 juni 1997      |
| 20140 Costitx                                | 23 augusti 1996   |
| 20141 Markidger                              | 13 september 1996 |
| (71855) 2000 UF110 [A]                       | 31 oktober 2000   |
| (73845) 1996 RF3                             | 6 september 1996  |
| Upptäckt tillsammans med: A Salvador Sánchez |                   |